# Didier Chardez
Pour les articles homonymes, voir Didier Chardez (dessinateur).
 (décembre 2006).
 (décembre 2017).
Si vous disposez d'ouvrages ou d'articles de référence ou si vous connaissez des sites web de qualité traitant du thème abordé ici, merci de compléter l'article en donnant les références utiles à sa vérifiabilité et en les liant à la section « Notes et références ».
Didier Chardez, né le 2 octobre 1924 à Paris et mort le 9 septembre 2000 chez lui, à Omal (Province de Liège, Belgique), est un spécialiste des protozoaires thécamoebiens et ciliés.

## Biographie
Ses parents, de nationalité belge, s'étaient installés à Paris après la Première Guerre mondiale (1914-1918) et la famille revint en Belgique en 1930 pour s'établir à Mangombroux (Heusy), près de Verviers où son père devint marchand livreur de lait.
Didier Chardez fit ses études secondaires à l'École mécanique de Verviers et y obtint le diplôme de dessinateur technique en 1941.
Son intérêt pour les sciences naturelles l'amena à suivre des cours du soir de chimie à l'École Textile de Verviers, en tant qu'élève libre en 1941-1942 ; ce même intérêt le poussa à correspondre avec trois étudiants de son âge dont deux étaient tellement passionnés qu'ils avaient fondé une "Académie des Sciences" ! 
C'est surtout la chimie et la physique qui intéressaient Didier Chardez et ces correspondances lui permirent d'obtenir des conseils pour équiper un laboratoire de chimie et réaliser se premières expériences.
Cette  'Académie des Sciences' du départ devint assez vite un 'Cercle des Études scientifiques' qui eut plusieurs sections locales et notamment dans la province de Liège. Didier Chardez animait la section de Verviers et il entreprit d'y publier un journal. Les temps étaient difficiles, à cause de l'occupation allemande du pays. Aussi ces débuts prometteurs furent interrompus et le Cercle se disloqua à l'automne 1942.
Didier Chardez reçut une convocation du STO pour aller travailler en Allemagne ; il refusa. Arrêté quelques mois plus tard, il fut déporté le 12 janvier 1943, où il dut travailler en usine pour l'occupant. Bien qu'ayant refusé de signer le moindre contrat de travail, il fut retenu et incorporé parmi les travailleurs volontaires. À la différence de ceux-ci, il n'était pas payé, et logeait dans un camp de prisonniers, y subissant les mêmes mauvais traitements que les autres internés. Néanmoins, pour l'administration allemande, son statut était celui de "travailleur volontaire", c'est pourquoi il put obtenir une permission pour revenir visiter son père malade. Il prit le maquis et entra dans la Résistance.
Arrêté à nouveau, il fut encore déporté, mais comme prisonnier politique cette fois, le 6 mars 1944. Il connut plusieurs camps disciplinaires et de concentration parmi lesquels Dinslaken et Dachau, de triste réputation.
Il fut libéré le 10 mai 1945, dans un état de santé délabré, il ne pesait plus que 35 kilos.
Une fois rétabli, il devint employé à l'E.I.B. (société d'Électricité Industrielle Belge) et, après quelques années, en janvier 1950, il entra comme dessinateur technique à la Force Aérienne de l'armée belge.
Il prit sa retraite en 1981.
Avec le premier salaire de l'E.I.B. il acheta un microscope qui lui permit d'observer une multitude de micro-organismes qu'il entreprit de dessiner. Ainsi naquit sa passion pour les Thécamoebiens.
Il entra ensuite en contact avec diverses personnalités du monde scientifique, dont le professeur P. Van Oye de l'université de Gand qui l'invite à publier dans le Biologisch Jaarboek Dodonea.
Il adhère également à la  Société des Naturalistes Verviétois où il reçoit de nombreux encouragements et où il publie également dans la Revue verviétoise d'Histoire naturelle. Il resta d'ailleurs fidèle tout au long de sa vie à cette Société, même alors qu'il n'habitait plus la région verviétoise et il y publia, de 1961 à 1998, 57 articles.
Par la suite, il devint membre de la Société française de Microscopie théorique et appliquée, il adhéra au Groupement des Protistologues de Langue française de Clermont-Ferrand et entreprit une correspondance régulière avec le professeur Louis Bonnet de l'université de Toulouse et avec Raymond Thomas, amateur et bon chercheur lui aussi, diplômé d'études supérieures en zoologie.
En 1959, Jean Leclercq, professeur de zoologie générale à l'Institut Agronomique de l'État et qui connaissait et admirait les publications de Didier Chardez dans la Revue des Naturalistes verviétois, le contacta et lui demanda s'il pourrait lui procurer des préparations de Thécamoebiens pour les travaux pratiques de ses étudiants.
Répondant par l'affirmative Didier Chardez devint un collaborateur bénévole du laboratoire du professeur Leclercq et il fut invité à participer à la partie zoologique des recherches du Centre national d'Écologie générale dont le promoteur était le professeur P. Duvigneaud de l'université libre de Bruxelles.
La participation de l'équipe de  Gembloux aux programmes de ce Centre justifia une aide directe à Didier Chardez pour son équipement et la diffusion de ses travaux.
Didier Chardez ne fut jamais un chercheur solitaire.
Il suffit pour s'en convaincre de parcourir la liste de ses publications pour s'apercevoir qu'il était ouvert à toute collaboration avec d'autres protistologues ou avec des chercheurs d'une autre spécialité. À ce propos d'ailleurs, on pourra remarquer la diversité des travaux qui ont été publiés en collaboration avec des chercheurs de Gembloux tels que L. Bougard, F. Delecour, Ch. Gaspar, B. Hennuy, S. Krizlj, J. Leclercq, G. Maes, F. Mommaerts, A. Rassel, J. Tahon.
Il faut aussi noter sa collaboration à 78 expertises judiciaires du docteur J. Lambert, médecin légiste à Verviers (Belgique), avec qui il publia un rapport pour Interpol, sur l'utilisation des Thécamoebiens dans l'identification des lieux et des eaux. Il fut d'ailleurs à ce propos, mandé comme expert lors de quelques procès d'Assises.
Outre ses activités professionnelles et celles de chercheur passionné, Didier Chardez avait également des "passe-temps".
Il s'intéressait à l'histoire de l'époque napoléonienne et il réalisa, avec une minutie remarquable des centaines de soldats des différentes nations des Coalitions qui combattirent l'Empire ainsi que des dioramas étonnants de réalisme.
Il était également passé maître dans la réalisation de maquettes de majestueux voiliers parmi lesquels le Bounty, le Terrible et le Royal Catherine, célèbre bateau de la Compagnie des Indes.
Et enfin, il aimait à s'adonner à la peinture. Il meurt d'une crise cardiaque en 2000.

## Taxons
La personnalité et l'œuvre scientifique de Didier Chardez ont été particulièrement appréciées et nombreux furent ses collègues qui lui ont dédié un taxon nouveau dont voici une liste à titre d'exemple:
Protozoaires Thécamoebiens :
- Centropyxis chardezi Stepanek 1963
- Centropyxis chardeziella Laminger 1973
- Centropyxis ecornis Leidy chardezi Thomas 1957
- Chardezia caudata Golemanski 1970
- Difflugia chardezi Godeanu 1972
- Geoplagiopyxis chardezi Decloître 1974
- Messemvriella chardezi Sudzuki 1979
- Sphenoderia australis Playfair chardezi Gauthier-Lièvre & Thomas
- Trinema chardezi Decloître 1981

Diatomées :
- Nitzschia chardezii Van de Vijver & Beyens 2002